# Tadamichi Kuribayashi
Tadamichi Kuribayashi (栗林 忠道, Kuribayashi Tadamichi), né le 7 juillet 1891 dans la préfecture de Nagano et mort le 23 mars 1945 à Iwo Jima, est un lieutenant général de l'Armée impériale japonaise, connu pour avoir commandé la garnison japonaise de l'île durant la bataille d'Iwo Jima en 1945.
Cet officier japonais, qui a été diplomate et écrivait des haïkus, parlait couramment l'anglais. Il fit ses études militaires aux États-Unis dès 1928, puis au Canada dès 1931, dans le cadre d'un échange. Au cours de sa carrière, il insistait pour partager les difficultés de ses hommes. Il interdit également les charges suicides qu'il considérait comme des pertes inutiles d'hommes.

## Biographie

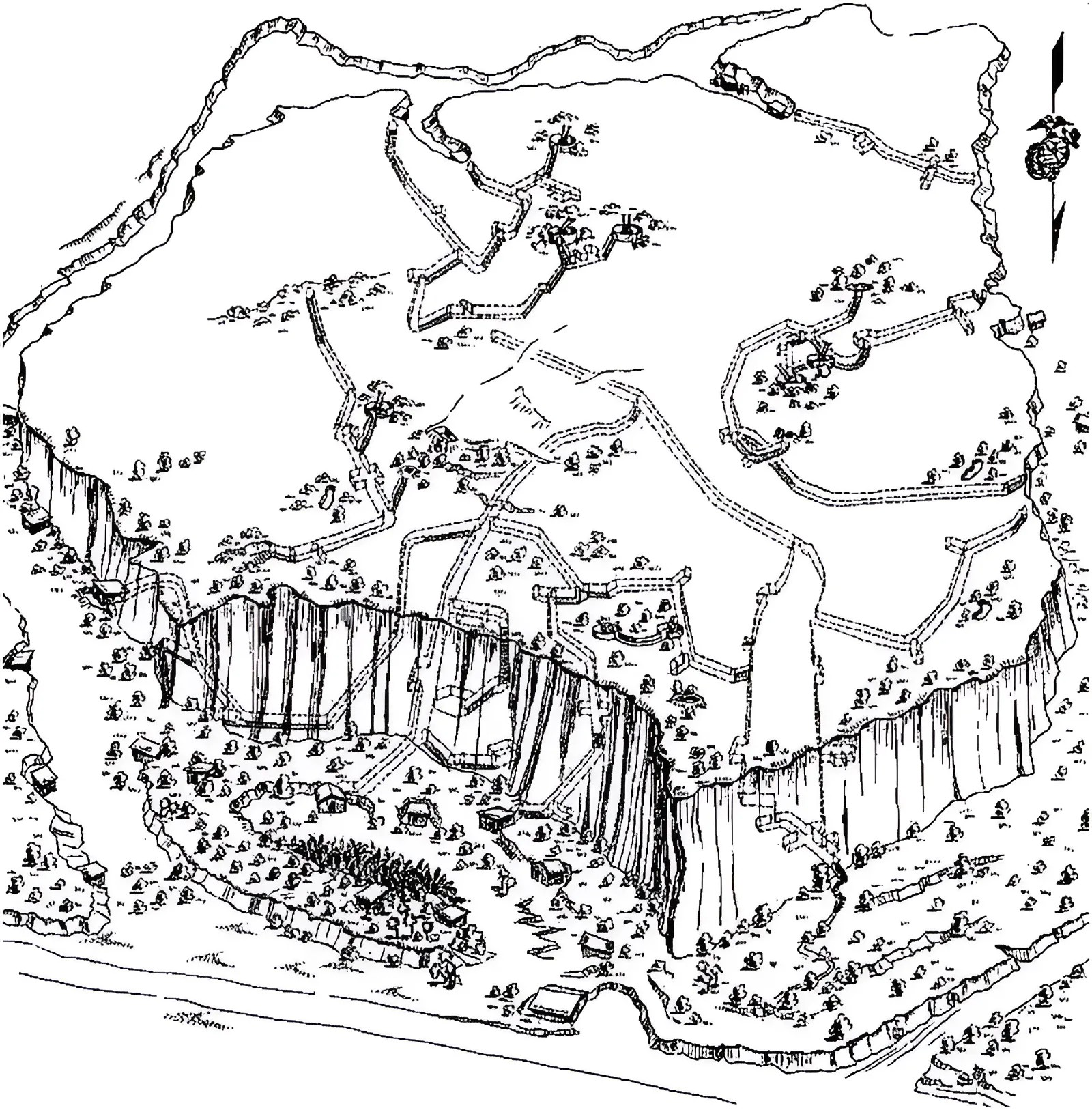
Tunnels d'Iwo Jima

Tadamichi Kuribayashi est né dans une famille de samouraïs dans le district de Hanishina, situé dans la préfecture de Nagano. Il est diplômé du lycée de Nagano en 1911. Bien qu'il veuille être journaliste, il est convaincu par ses professeurs d'entrer dans l'académie de l'Armée impériale japonaise. Kuribayashi est diplômé de l'académie en 1914, s'étant spécialisé dans la cavalerie. Il continue ses études en entrant dans l'école militaire de la cavalerie en 1918. En 1923, il est diplômé de l'école militaire impériale du Japon avec de bons résultats et reçoit un sabre militaire de l’empereur Taishō. Kuribayashi se marie avec Yoshii Kuribayashi (1904-2003) le 8 décembre de la même année. Ils ont deux filles et un garçon (Tarō, Yōko et Takako).
Kuribayashi est nommé en tant qu'attaché militaire à Washington, D.C. en 1928. Pendant deux ans, il voyage à travers les États-Unis. Pendant un moment, il étudie même à l'université Harvard. Après son retour à Tokyo, Kuribayashi est promu au rang de major et désigné en tant que premier attaché militaire du Canada. Il est promu au grade de lieutenant-colonel en 1933. Pendant son service parmi le personnel des généraux de l'armée impériale japonaise à Tokyo de 1933 à 1937, il écrit les paroles de plusieurs chansons guerrières. En 1940, Kuribayashi est promu général.
Sa première opération militaire d'importance est l'attaque de Hong Kong par le Japon, au cours de laquelle il exerce la fonction de chef d'état-major de la 38e division.
Désigné par le premier ministre Hideki Tōjō pour défendre coûte que coûte Iwo Jima, Kuribayashi doit faire face avec 20 000 hommes et aucune aide navale ou aérienne, à plus de 100 000 soldats américains. Bien que l'armée américaine ait prévu de prendre l'île en 5 jours, Kuribayashi et ses hommes mènent pendant 36 jours une guerre de harcèlement. Les soldats japonais se battent jusqu'à la mort puisque seulement 216 d'entre eux sont faits prisonniers.
La façon dont le général Kuribayashi est mort reste incertaine ; sa dépouille n'a pu être identifiée et les témoignages de ses hommes sont contradictoires. Il a vraisemblablement été tué au combat lors de l'assaut final où il combattit sans ses galons. D'autres théories, y compris le seppuku, sont moins probables.
Un recueil de ses lettres, intitulé Pictures Letters from commander in chief, a été publié en 1992.

## Culture populaire
Dans le film de Clint Eastwood, Lettres d'Iwo Jima, Kuribayashi est joué par l'acteur Ken Watanabe.